# 11278 Telesio
11278 Telesio este un asteroid din centura principală de asteroizi.

## Descriere
11278 Telesio este un asteroid din centura principală de asteroizi. A fost descoperit pe 26 septembrie 1989 la Observatorul La Silla de Eric Walter Elst. El prezintă o orbită caracterizată de o semiaxă mare de 2,25 ua, o excentricitate de 0,16 și o înclinație de 5,0° în raport cu ecliptica.